# محمد أمينو
محمد أمينو (بالإنجليزية: Mohammed Aminu)‏ هو لاعب كرة قدم غاني في مركز الهجوم، ولد في 10 أغسطس 2000 في غانا. لعب مع ناك بريدا.

## وصلات خارجية
- محمد أمينو على موقع قاعدة بيانات كرة القدم.إي يو (الإنجليزية)
- محمد أمينو على موقع Soccerway.com (الإنجليزية)